# Boris II di Bulgaria
Boris II di Bulgaria (931 circa – 977) fu Zar di Bulgaria dal 969 fino alla sua morte.

## La vita
Boris II di Bulgaria nacque come primo figlio di Pietro I di Bulgaria e Irene Lecapena, nipote dell'Imperatore bizantino, Romano I Lecapeno. Sebbene molte cronache riportino come data di nascita i primi anni trenta del X secolo, il Teofane Continuato riporta che sua madre nacque tra il 920 e il 925, andando in sposa a Pietro I nel 927, ed è quindi più verosimile che sia Boris che suo fratello minore Romano siano nati attorno al 940. Poco dopo la nascita Boris visitò Costantinopoli con la madre e qua finiscono le conoscenze circa la sua giovinezza. Lo ritroviamo solo molti anni dopo nel 968 quando si recò nuovamente nella capitale bizantina dove regnava Niceforo II Foca apparentemente per offrirsi come ostaggio onorario con lo scopo di porre fine alla guerra fra i loro due paesi che al momento, tuttavia, si erano uniti contro Svjatoslav I di Kiev dopo che l'imperatore bizantino aveva messo i bulgari contro di lui.

L'anno dopo vi fu l'Invasione di Svjatoslav della Bulgaria e dopo la pesante sconfitta subita dai bulgari il padre di Boris, Pietro, abdicò diventando un monaco e in circostanze non del tutto chiare Bisanzio permise a Boris di tornare in patria per rivendicare il trono. Boris non fu a sua volta in grado di fermare l'avanzata di Svjatoslav e suo malgrado dovette accettare di sottometterglisi e di agire per suo conto ribellandosi contro i bizantini.

Nel 970 Svjatoslav fece una spedizione in Tracia e venne sonoramente sconfitto ad Arkadioupolis e il nuovo imperatore Giovanni I Zimisce riuscì ad avanzare verso nord giacché Svjatoslav non riuscì ad impedirgli l'accesso ai passi dei Monti Balcani lasciandolo penetrare in Mesia e da lì prendere la capitale bulgara Preslav.

Nonostante la difesa congiunta di russi e bulgari i bizantini riuscirono a mettere a ferro e fuoco, letteralmente, la città incendiandone i tetti tramite delle palle incendiarie e prendendo Preslav. Boris venne quindi preso prigioniero mentre Giovanni iniziò a inseguire Svjatoslav fino alla città di Silistra dove riportò una vittoria schiacciante affermando di agire quale alleato e protettore di Boris. Svjatoslav venne forzato a ritornare in patria mentre Giovanni tornò a Costantinopoli in trionfo, ma, ben lungi dal liberare Boris come aveva da poco dichiarato, lo portò con sé in patria insieme alla famiglia e ai loro beni. In una pubblica cerimonia che si tenne nel 971 Boris venne spogliato di ogni vestigia reale e gli venne conferito a titolo compensatorio il titolo, appartenente alla burocrazia bizantina, di Magister officiorum. Nel mentre le terre della bassa Mesia e della Tracia divennero parte dell'Impero bizantino, nonostante la cerimonia avesse avuto il chiaro intento di porre fine all'impero bulgaro Giovanni non fu in grado di mantenere la presa sulle nuove regioni. Queste rimasero infatti sotto il controllo dei loro governatori e in particolare di quattro fratelli a capo di una nobile famiglia nota come Cometopuli e questi erano, Davide di Bulgaria, Mosè di Bulgaria, Aronne di Bulgaria e Samuele di Bulgaria. Il movimento che essi crearono venne bollato come rivolta da Bisanzio anche se questi sembrarono per lo più intendere di agire quali reggenti durante la prigionia di Boris. Quando poi iniziarono a razziare le terre vicine al confine con l'impero da Costantinopoli si ordì un piano per compromettere la loro leadership della rivolta e questo comportava che sia Boris che il fratello Romano scappassero dalla prigionia per raggiungere le terre bulgare nella speranza che i rivoltosi si dividessero circa le loro simpatie. Così, nel 977 i due fratelli partirono arrivando oltre il confine, quando scesero Boris venne scambiato per un nobile bizantino, a causa degli abiti, e colpito da una freccia da una delle sentinelle. Più fortunato, Romano riuscì a convincerli della propria identità e fu, in un qualche modo, accettato come imperatore.
Boris sposò una donna di cui non ci è giunto il nome dalla quale ebbe diversi figli di cui almeno due figlie femmine il cui nome non ci è noto.